# Юльке, Фердинанд
Фердина́нд Ю́льке (нем. Johann Bernhard Ferdinand Jühlke; 1 сентября 1815, Барт, Пруссия, — 12 июня 1893, Потсдам, Германия) — немецкий учёный-садовод.

## Биография
Уроженец Померании, Юльке в 1834 году был садовником при сельскохозяйственной академии в Эльдене.
В 1853 году путешествовал по Западной Европе и по возвращении в Эльдену основал в сообществе с О. Роде и К. Троммером «Эльденский сельскохозяйственный архив» («Eldenaer landwirtschaftliche Archiv»).
В 1854 году назначен королевским садовым инспектором и получил в заведование академическую опытную станцию.
В 1866 году назначен директором королевского сада и училища садоводства и сельскохозяйственной школы в Сан-Суси.
Из многочисленных сочинений Юльке особенно интересны:
- «Gärtnerische Reiseberichte über England, Schottland, Belgien, Holland, Frankreich und Süddeutschland» (1853);
- «Die Fortschritte des Gartenbaues während der letzten 10 Jahre» (Берлин, 1854);
- «Gartenbuch für Damen» (ib., 1856; 3 изд., 1874);
- «Über die Verbesserung des wirtschaftlichen Lebens» (1863);
- «Über die Stellung der Botanik zur Landwirtschaft und zum Gartenbau» (Эрфурт, 1865);
- «Über die Hilfsmittel zur Verbesserung der landwirtschaftlichen Kulturpflanzen» (1868);
- «Über die Rassenverbesserung der Kulturpflanzen» (1869);
- «Die königliche Gärtnerlehranstalt und Landesbaumschule» (Берлин, 1872) и *издание «Schmidlins Blumenzucht im Zimmer» (ib., 1876; 4-e изд., 1880).